# Enrique Borrel Mateo
Enrique Borrel Mateo fou un dirigent obrer espanyol. Era sastre de professió, i participà en les primeres reunions de la Primera Internacional presidides per Giuseppe Fanelli a Madrid el 1869. Fou secretari de correspondència de la comissió organitzadora de la Federació Regional Espanyola el desembre de 1869. Com a delegat de la secció de Madrid participà en l'organització i assistí al Congrés Obrer de Barcelona de juny de 1870, constitutiu de la FRE de l'AIT, on fou designat membre del Consell Federal, juntament amb Tomás González Morago, Francisco Mora, Ángel Mora i Anselmo Lorenzo, càrrec que ocupà fins al maig de 1871.